# 2001年世界短道速滑团体锦标赛
2001年世界短道速滑团体锦标赛于2001年3月24日-2001年3月25日在日本南牧举行。世界短道速滑团体锦标赛由国际滑冰联盟主办，该组织还举办速度滑冰和花样滑冰世界杯和锦标赛。
根据短道速滑世界杯的成绩，排名前八的队伍能够自动获得参赛资格，分为两个半区，每个半区四支队伍。每个队伍有四名选手参加500米和1000米，两名选手参加3000米，还有女子3000米接力和男子5000米接力。单项比赛的前四名分别获得5、3、2、1分；接力比赛的前四名分别获得10、6、4、2分；若是犯规，赋予0分。
每个半区排名第一的队伍进入决赛，排名第四的队伍被淘汰；剩余四队进入复赛，前两名进入决赛，后面两名被淘汰；而决赛又在四组队伍中比拼，决定最终排名。

## 比赛结果
| 项目 | 金牌                                                                                              | 银牌                                          | 铜牌                                                                                       |
| 男子 | 加拿大 · 若纳唐·吉尔梅特 · 弗朗索瓦-路易·特朗布莱 · 埃里克·贝达尔 · 马克·加尼翁 · 马蒂厄·蒂尔科特 | 中国 · 李野 · 李佳军 · 安玉龙 · 冯凯 · 李蒿楠 | · 李在卿 · 安仲贤 · 李承宰 · 闵龙 · 吴世种                                                 |
| 女子 | 中国 · 王春露 · 楊揚 · 杨阳 · 孙丹丹 · 张菊菊                                                     | · 崔恩景 · 朱敏真 · 全多慧 · 朴慧琳 · 朴慧园  | 加拿大 · 阿兰娜·克劳斯 · 塔尼娅·维桑 · 玛丽-夏娃·德罗雷 · 阿梅莉·古莱-纳东 · 梅兰妮·加尼翁 |

## 积分排名

### 男子
| 排名 | 国家   | 分数       |
| ---- | ------ | ---------- |
| 金牌 | 加拿大 | 35         |
| 銀牌 | 中国   | 31         |
| 銅牌 |        | 26         |
| 4    | 日本   | 24         |
| 5    | 美国   | 复活赛淘汰 |
| 6    | 義大利 | 复活赛淘汰 |
| 7    | 英国   | 资格赛淘汰 |
| 8    | 荷蘭   | 资格赛淘汰 |

### 女子
| 排名 | 国家     | 分数       |
| ---- | -------- | ---------- |
| 金牌 | 中国     | 43         |
| 銀牌 |          | 30         |
| 銅牌 | 加拿大   | 26         |
| 4    | 保加利亚 | 22         |
| 5    | 日本     | 复活赛淘汰 |
| 6    | 義大利   | 复活赛淘汰 |
| 7    | 美国     | 资格赛淘汰 |
| 8    | 荷蘭     | 资格赛淘汰 |

## 另请参阅
- 2000年至2001年短道速滑世界杯
- 2001年欧洲短道速滑锦标赛
- 2001年世界短道速滑锦标赛